# Луїс Баррос Борґоньйо
Луї́с Ба́ррос Борго́ньйо (ісп. Luis Barros Borgoño, ісп. вимова: [lwis ˈβaros βoɾˈɣoɲo]; 26 березня 1858 — 26 липня 1943) — чилійський політик, який у 1925 році займав посаду віцепрезидента Чилі.
Народився в Сантьяго у родині Мануеля Барроса Арана та Євгенії Боргоньо Вергари. Отримав юридичну освіту у 1880 році, займав посади в Верховному суді в 1884 році, був міністром війни і флоту у 1890, 1892 і 1895—1896 роках, двічі — міністром закордонних справ (1894 та 1918) та міністром фінансів у 1901 році.
Був консервативним кандидатом на президентських виборах в Чилі 1920 року, де змагався з ліберальним кандидатом Артуро Алессандрі та зазнав поразку, з невеликим відривом від останнього (хоча фактично отримав більше голосів, ніж Алессандрі). Коли Алессандрі знову пішов у відставку 1 жовтня 1925 року, Баррос зайняв посаду віцепрезидента до 23 грудня того ж року, коли посаду зайняв Еміліано Фігероа.
Баррос також був автором декількох історичних досліджень. Він написав кілька томів, включаючи «Міцність Муззі», життя адмірала Патрісіо Лінча та місію в Платі, в якій він захищав свого дядька Дієго Барроса та його участь у переговорах з Аргентиною щодо долі Патагонії.